# Кастетно-Камблон
Кастетно́-Камбло́н (фр. Castetnau-Camblong) — коммуна во Франции, находится в регионе Аквитания. Департамент — Атлантические Пиренеи. Входит в состав кантона Кёр-де-Беарн. Округ коммуны — Олорон-Сент-Мари.
Код INSEE коммуны — 64178.

## География
Коммуна расположена приблизительно в 660 км к югу от Парижа, в 170 км южнее Бордо, в 34 км к западу от По.
На северо-востоке коммуны протекает река Гав-д’Олорон.

### Климат
Климат тёплый океанический. Зима мягкая, средняя температура января — от +5°С до +13°С, температуры ниже −10 °C бывают редко. Снег выпадает около 15 дней в году с ноября по апрель. Максимальная температура летом порядка 20-30 °C, выше 35 °C бывает очень редко. Количество осадков высокое, порядка 1100 мм в год. Характерна безветренная погода, сильные ветры очень редки.

## Население
Население коммуны на 2010 год составляло 434 человека.
| 1962 | 1968 | 1975 | 1982 | 1990 | 1999 | 2010 |
| ---- | ---- | ---- | ---- | ---- | ---- | ---- |
| 371  | 372  | 386  | 361  | 393  | 368  | 434  |

## Администрация
| Период | Период | Фамилия        | Партия        | Примечания |
| ------ | ------ | -------------- | ------------- | ---------- |
| 1995   | 2001   | Пьер Торрис    |               |            |
| 2001   | 2020   | Патрик Бальдан | Разные правые |            |

## Экономика
В 2010 году среди 258 человек трудоспособного возраста (15-64 лет) 197 были экономически активными, 61 — неактивными (показатель активности — 76,4 %, в 1999 году было 71,0 %). Из 197 активных жителей работали 180 человек (101 мужчина и 79 женщин), безработных было 17 (7 мужчин и 10 женщин). Среди 61 неактивных 18 человек были учениками или студентами, 27 — пенсионерами, 16 были неактивными по другим причинам.

## Достопримечательности
- Церковь Св. Лаврентия (XIX век)[4]